# NGC 1781
NGC 1781 este o galaxie lenticulară situată în constelația Iepurele. A fost descoperită în 6 februarie 1785 de către William Herschel. Se află la o distanță de 68,37 de megaparseci de Pământ.